# Babakina caprinsulensis
Babakina caprinsulensis is een slakkensoort uit de familie van de Babakinidae. De wetenschappelijke naam van de soort is voor het eerst geldig gepubliceerd in 1974 door Miller.